# Jakusze (rejon kowelski)
Jakusze (ukr. Якушів) – wieś na Ukrainie w rejonie kowelskim, w obwodzie wołyńskim, położona nad rzeką Prypeć. W II Rzeczypospolitej miejscowość wchodziła w skład gminy wiejskiej Górniki w powiecie kowelskim województwa wołyńskiego. Przed II wojną światową w niewielkiej odległości na zachód od wsi leżał chutor Wysiółek.
Do 2020 w rejonie ratnieńskim.